# Торгілд
Графство Торгілд (англ. Thorhild County) — муніципальний район в Канаді, у провінції Альберта.

## Населення
За даними перепису 2016 року, муніципальний район нараховував 3254 жителів, показавши скорочення на 4,8%, порівняно з 2011-м роком. Середня густина населення становила 1,6 осіб/км².
З офіційних мов обидвома одночасно володіли 105 жителів, тільки англійською — 3 115. Усього 290 осіб вважали рідною мовою не одну з офіційних, з них 5 — одну з корінних мов, а 145 — українську.
Працездатне населення становило 62,7% усього населення, рівень безробіття — 11,2% (13,1% серед чоловіків та 8,1% серед жінок). 74,1% були найманими працівниками, 25% — самозайнятими.
Середній дохід на особу становив $50 223 (медіана $34 133), при цьому для чоловіків — $65 278, а для жінок $33 499 (медіани — $46 976 та $24 875 відповідно).
32,3% мешканців мали закінчену шкільну освіту, не мали закінченої шкільної освіти — 22,9%, 44,8% мали післяшкільну освіту, з яких 12,1% мали диплом бакалавра, або вищий.
| Статево-вікова структура населення | Статево-вікова структура населення | Статево-вікова структура населення | Статево-вікова структура населення | Статево-вікова структура населення |
| ---------------------------------- | ---------------------------------- | ---------------------------------- | ---------------------------------- | ---------------------------------- |
|                                    |                                    |                                    |                                    |                                    |
| Всього                             | Всього                             | 53,4%46,6%                         |                                    |                                    |
| 0 — 14 років                       | 0 — 14 років                       |                                    | 14,3%                              | 14,3%                              |
| 15 — 64 років                      | 15 — 64 років                      |                                    | 63,9%                              | 63,9%                              |
| 65 і більше                        | 65 і більше                        |                                    | 21,8%                              | 21,8%                              |
| 85 і більше                        | 85 і більше                        |                                    | 2,5%                               | 2,5%                               |
| Середній вік (років)               | Середній вік (років)               | 45,146,0                           | 45,5                               | 45,5                               |
| Медіана (років)                    | Медіана (років)                    | 49,550,1                           | 49,8                               | 49,8                               |
| — чоловіки — жінки                 |                                    |                                    |                                    |                                    |

| Походження мешканців:     | Походження мешканців:     | Походження мешканців: | Походження мешканців: | Походження мешканців: |
| ------------------------- | ------------------------- | --------------------- | --------------------- | --------------------- |
| Походження                |                           |                       | осіб                  | %                     |
| Корінні американці        | Корінні американці        |                       | 250                   | 7.82%                 |
| Інше північноамериканське | Інше північноамериканське |                       | 830                   | 25.98%                |
| Європейське               | Європейське               |                       | 2 665                 | 83.41%                |
| британське                | британське                |                       | 1 040                 | 32.55%                |
| французьке                | французьке                |                       | 340                   | 10.64%                |
| українське                | українське                |                       | 1 200                 | 37.56%                |
| Латинськоамериканське     | Латинськоамериканське     |                       | 10                    | 0.31%                 |
| Азійське                  | Азійське                  |                       | 75                    | 2.35%                 |
| Океанійське               | Океанійське               |                       | 10                    | 0.31%                 |

| Зайнятість населення за галузями (за класифікацією NOC): | Зайнятість населення за галузями (за класифікацією NOC): | Зайнятість населення за галузями (за класифікацією NOC): | Зайнятість населення за галузями (за класифікацією NOC): | Зайнятість населення за галузями (за класифікацією NOC): |
| -------------------------------------------------------- | -------------------------------------------------------- | -------------------------------------------------------- | -------------------------------------------------------- | -------------------------------------------------------- |
|                                                          |                                                          |                                                          |                                                          |                                                          |
| Управління                                               | Управління                                               |                                                          | 15,9%                                                    | 15,9%                                                    |
| Бізнес, фінанси та адміністрування                       | Бізнес, фінанси та адміністрування                       |                                                          | 9,3%                                                     | 9,3%                                                     |
| Природничі та прикладні науки                            | Природничі та прикладні науки                            |                                                          | 3,2%                                                     | 3,2%                                                     |
| Охорона здоров'я                                         | Охорона здоров'я                                         |                                                          | 4,9%                                                     | 4,9%                                                     |
| Освіта, правозахист, муніципальні та урядові служби      | Освіта, правозахист, муніципальні та урядові служби      |                                                          | 7,2%                                                     | 7,2%                                                     |
| Мистецтво, культура, відпочинок та спорт                 | Мистецтво, культура, відпочинок та спорт                 |                                                          | 0,9%                                                     | 0,9%                                                     |
| Роздрібна торгівля та послуги                            | Роздрібна торгівля та послуги                            |                                                          | 14,2%                                                    | 14,2%                                                    |
| Гуртова торгівля, транспорт та обладнання                | Гуртова торгівля, транспорт та обладнання                |                                                          | 32,2%                                                    | 32,2%                                                    |
| Природні ресурси, сільське господарство                  | Природні ресурси, сільське господарство                  |                                                          | 8,4%                                                     | 8,4%                                                     |
| Виробництво                                              | Виробництво                                              |                                                          | 3,2%                                                     | 3,2%                                                     |

## Населені пункти
До складу муніципального району входять лише хутори, інші малі населені пункти та розосереджені поселення.

## Клімат
Середня річна температура становить 1,6°C, середня максимальна – 21,2°C, а середня мінімальна – -23,9°C. Середня річна кількість опадів – 478 мм.
| Клімат поселення                              | Клімат поселення | Клімат поселення | Клімат поселення | Клімат поселення | Клімат поселення | Клімат поселення | Клімат поселення | Клімат поселення | Клімат поселення | Клімат поселення | Клімат поселення | Клімат поселення | Клімат поселення |
| Показник                                      | Січ.             | Лют.             | Бер.             | Квіт.            | Трав.            | Черв.            | Лип.             | Серп.            | Вер.             | Жовт.            | Лист.            | Груд.            |                  |
| Середній максимум, °C                         | −10,04           | −4,7             | 0,68             | 10,38            | 17,20            | 21,18            | 20,43            | 19,74            | 14,56            | 8,96             | −1,85            | −8,75            |                  |
| Середня температура, °C                       | −16,96           | −11,61           | −6,22            | 3,49             | 10,27            | 14,28            | 15,84            | 15,12            | 9,97             | 4,38             | −6,45            | −13,34           |                  |
| Середній мінімум, °C                          | −23,87           | −18,53           | −13,15           | −3,44            | 3,35             | 7,36             | 11,23            | 10,53            | 5,36             | −0,24            | −11,06           | −17,94           |                  |
| Норма опадів, мм                              | 24               | 16               | 22               | 25               | 50               | 88               | 88               | 60               | 39               | 24               | 24               | 18               |                  |
| Середньомісячна швидкість вітру, м/с          | 3.10             | 3.10             | 3.30             | 3.60             | 3.60             | 3.20             | 3.00             | 3.00             | 3.10             | 3.40             | 3.30             | 3.20             |                  |
| Середньомісячна сонячна радіація, кДж/м²·день | 3236             | 6727             | 12169            | 17361            | 20440            | 21913            | 22044            | 18247            | 12322            | 7207             | 3563             | 2278             |                  |
| --------------------------------------------- | ---------------- | ---------------- | ---------------- | ---------------- | ---------------- | ---------------- | ---------------- | ---------------- | ---------------- | ---------------- | ---------------- | ---------------- | ---------------- |
| Джерело:                                      |                  |                  |                  |                  |                  |                  |                  |                  |                  |                  |                  |                  |                  |